# فرودگاه شهری بلاسر
فرودگاه شهری بلاسر (به انگلیسی: Blosser Municipal Airport) یک فرودگاه همگانی بهره‌برداری هوایی با کد یاتا CNK است که یک باند فرود آسفالت دارد و طول باند آن ۱۰۹۷ متر است. این فرودگاه در کشور ایالات متحده آمریکا قرار دارد و در ارتفاع ۴۵۳ متری از سطح دریا واقع شده‌است.